# Munden (Kansas)
Pour les articles homonymes, voir Munden.
Munden est une ville américaine située dans le comté de Republic, au Kansas. Selon le recensement de 2010, sa population est de 100 habitants.